# Cortinarius dionysae

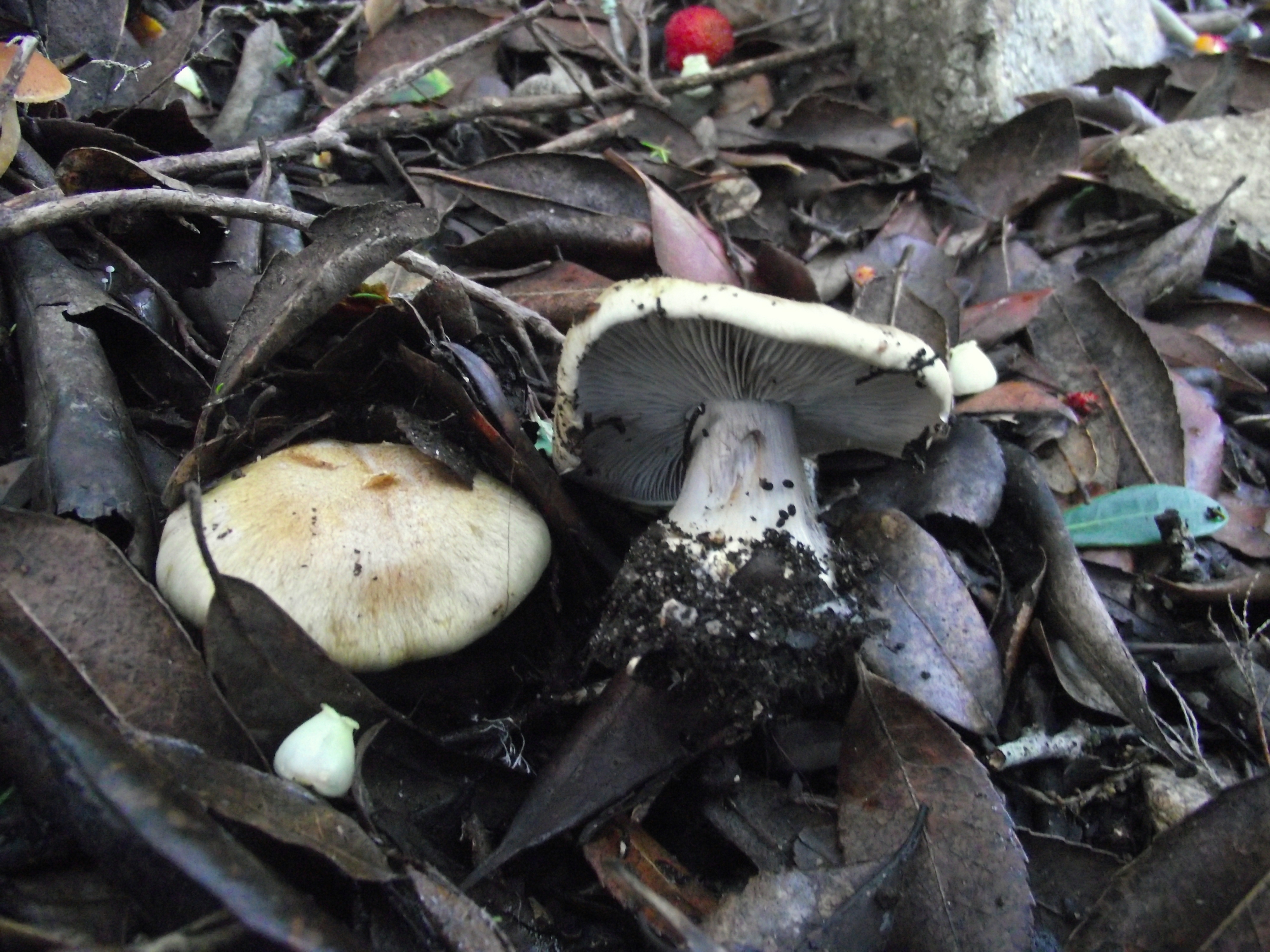

Cortinarius dionysae Rob. Henry – gatunek grzybów należący do rodziny zasłonakowatych (Cortinariaceae).

## Systematyka i nazewnictwo
Pozycja w klasyfikacji według Index Fungorum: Cortinarius, Cortinariaceae, Agaricales, Agaricomycetidae, Agaricomycetes, Agaricomycotina, Basidiomycota, Fungi.
Po raz pierwszy zdiagnozował go Robert Henry w 1933 r. Synonimy.
- Cortinarius dionysae var. avellanus Rob. Henry ex Bidaud & Carteret 2008
- Phlegmacium dionysae (Rob. Henry) M.M. Moser 1953
- Phlegmacium dionysae (Rob. Henry) M.M. Moser 1960

Polską nazwę nadał Andrzej Nespiak w 1975 r.

## Morfologia
Kapelusz
Średnica 5–7 cm, początkowo wypukły z podwiniętym brzegiem, płaskowypukły. Brzeg prosty. Jest niehigrofaniczny. Powierzchnia lepka, pokryta ciemnymi i przy-
legającymi włókienkami o barwie ochrowobrązowej z oliwkowym odcieniem.
Blaszki
Średnio gęste, wąsko przyrośnięte, początkowo niebieskoliliowe, potem brązowiejące od zarodników. Ostrza ząbkowane.
Trzon
Wysokość 7–9 cm, grubość 1–1,3 cm, cylindryczny z obrzeżoną bulwą o średnicy do 1,5 cm. Powierzchnia niebieskofioletowa, w podstawie z czasem ochrowa. Występują na niej ochrowe resztki osłony całkowitej.
Miąższ
Jędrny, białawy, tylko na szczycie trzonu liliowy. Ma silny mączny zapach. Brak reakcji z płynem Lugola.
Cechy mikroskopowe
Zarodniki cytrynkowate, brązowe, grubo brodawkowane, silnie dekstrynoidalne, 8,5–10 × 0,6 μm. Brak cheilocystyd.

## Występowanie i siedlisko
Znane jest występowanie tego gatunku w wielu krajach Europy i w kilku miejscach w USA w Ameryce Północnej. W Europie jest szeroko rozprzestrzeniony, ale tylko w niektórych miejscach częsty. Brak go w Krytycznej liście wielkoowocnikowych grzybów podstawkowych Polski Władysława Wojewody z 2003 r. Pierwsze jego stanowisko w Polsce podał Tomasz Ślusarczyk w 2011 r. w Bieszczadach na zboczach Kosowca. Nie podał nazwy polskiej
Naziemny grzyb mykoryzowy. Występuje głównie w górskich lasach iglastych, rzadziej liściastych, pod jodłami, bukami, dębami.